# Parasympodiella laxa
Parasympodiella laxa är en svampart som först beskrevs av Subram. & Vittal, och fick sitt nu gällande namn av Ponnappa 1975. Parasympodiella laxa ingår i släktet Parasympodiella, divisionen sporsäcksvampar och riket svampar.   Inga underarter finns listade i Catalogue of Life.